# 地方平時
地方平時是太陽時改變形式修正後，在指定的經度範圍內使用一致時間的地方太陽時，它的一致性僅取決於測量用的鐘錶準確性。
地方平時從19世紀初期開始逐漸被採用，這些地區都不再使用地方太陽時或日晷的時間，直到每個國家都以各種不同的形式將之定為標準時間。標準時間意味著相同的時間使用在一些區域中— 通常，不是從格林威治標準時間中抵銷就是選擇區域內主要區域的地方時間作為標準時間。地方平時和視太陽時之間的差別就是均時差（equation of time）。